# Lasiodora benedeni
Lasiodora benedeni é uma espécie de aranha pertencente à família Theraphosidae (tarântulas).